# 亜細亜大博覧会
亜細亜大博覧会（あじあだいはくらんかい）とは、明治政府内で博覧会行政の中核を担っていた佐野常民が提唱した万国博覧会構想に端を発し、1885年に農商務大臣の西郷従道が政府に提出した、アジア諸国並びアジアに植民地を持つヨーロッパ諸国が参加する事実上の万国博覧会構想である。亜細亜大博覧会は日本、そしてアジア初の万国博覧会構想であったが、政治課題が山積している上に財政難の状況下にあり、事実上欧米諸国が参加の主体になる可能性が高いと考えられることにより多額の経費がかかると見込まれるため、開催は困難であるとの大蔵省の意見が通り、構想段階で中止となった。

## 佐野常民の構想

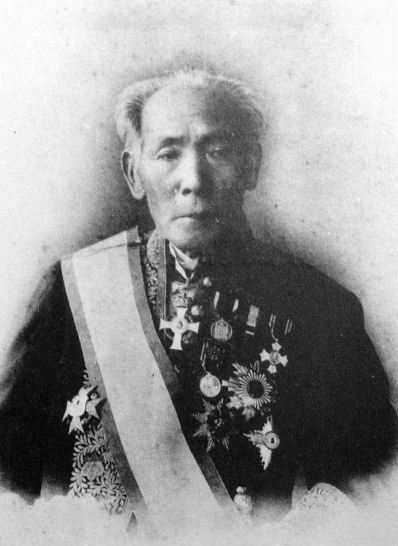
佐野常民

18世紀末にフランスで始まった、産業の振興を目的として自国内の工業製品を展示、紹介する産業博覧会はヨーロッパ各国に広まり、やがて産業博覧会を国際的に開催する万国博覧会構想が生まれる。万国博覧会は1851年に開催された「ロンドン万博」に始まった。これはイギリスの工業力が当時のヨーロッパ諸国の中でも抜きんでいたことを示している。「ロンドン万博」は会期中約600万人の観客を動員し大成功を収め、以後、欧米各国は競って万国博覧会を開催するようになった。ロンドンやパリなどは万博の開催が都市の近代化の起爆剤となり、開催都市の一種の箔付けにもなっていた。また万国博覧会は出品する諸国の実情を、出品物や展示内容を通して他の参加国や観客にアピールするという一種の外交の場にもなった。
日本の万博参加は1867年の「パリ万博」が初であった。1867年の「パリ万博」に佐賀藩から事務官長として派遣されたのが 佐野常民であった。佐野は明治政府で博覧会に関係する業務の中核を担うことになる。明治政府として初の公式参加を行った1873年の「ウイーン万国博覧会」では、参加に当たり明治政府は太政官正院に博覧会事務局を設置し、総裁に大隈重信、副総裁に佐野常民を任命する。副総裁の佐野は太政官正院に日本という国の宣伝と国威発揚、博覧会に出品した各国の出品内容から学び、日本への技術移転と貿易拡大を図るとの内容のパリ万博参加目的を提出した。そして博覧会事務取扱を兼任した佐野を中心として日本の出品内容を決定し、その後、佐野はウイーンに派遣された。
佐野はウイーンに派遣される直前の1873年1月、日本と通商条約を締結していた各国を招請した国際博覧会を1877年に東京の日比谷で開催することを提案した。幕末に通商条約を締結していたのはアメリカ合衆国、イギリス、フランスなど11か国、明治になってから1872年末までにスウェーデン、ノルウェー、スペイン、オーストリア＝ハンガリー帝国などとの締結を済ませていたため、佐野の提案は事実上の万博開催提案であった。
ウイーン万博終了後、佐野は明治政府に1875年に「東京大博物館建設之報告書」を提出する。佐野は報告書の中で「ウイーン万博」派遣前に提案した1877年の国際博覧会開催を、1876年開催の準備が進んでいた「フィラデルフィア万博」の時期が近いことを理由として1880年に延期し、開催までの間に東京に大博物館と術業伝習所を建設し、地方にも博物館と術業伝習所の支所を設け、各地で小規模な博覧会を開催して産業の振興を図り、1880年の国際博覧会で成果を披露するという構想を唱えた。内務卿の大久保利通は佐野の提案を検討したものの、現実的に国際博覧会の開催は難しく、結局、佐野の提案趣旨を生かし、万国博覧会に倣った形の内国勧業博覧会を開催することになった。日本の近代化には産業の育成が極めて重要であると認識していた大久保は、博覧会の重要性は理解していた。そこで自らが総裁に就任して内国勧業博覧会の開催計画を進め、1877年に上野公園にて「第一回内国勧業博覧会」が開催された。博覧会終了後の1877年12月には内国勧業博覧会を4年ごとに開催することが決定され、「第二回内国勧業博覧会」は予定通り1881年に開催された。
「第二回内国勧業博覧会」が終了した1881年7月、博覧会の副総裁兼審査総長を務め、当時大蔵卿を務めていた佐野常民は、1885年に開催予定となる第三回内国勧業博覧会の規模を拡大して、「亜細亜博覧会」として開催する構想を唱えた。佐野はこれまで二回の内国勧業博覧会では日本国内の産物の比較に限定されていたが、「亜細亜博覧会」ではアジア各国の産物との比較を行うとした。諸外国の出品から学ぶことによって日本産製品の品質向上、産業振興を図ると同時に、博覧会で日本製品の宣伝も図れるため、輸入を減らし輸出の増大を達成することが可能であると主張した。さらに日本は他のアジア諸国にさきがけて「亜細亜博覧会」を開催することによって産業、経済の底上げを図り、欧米諸国を凌駕する国力を得ていくことを目指すとした。一方で佐野は当時の日本にとって万国博覧会の開催は時期尚早と判断しており、まずはアジア規模の博覧会を開催することによって足元を固めた上で、万国博覧会の開催を目指す構想を唱えた。つまり内国勧業博覧会、亜細亜博覧会、万国博覧会という形のステップアップを考えていた。しかし佐野の提案は緊縮財政下にあった当時の政府では受け入れられなかった。

## 農商務省の開催提案

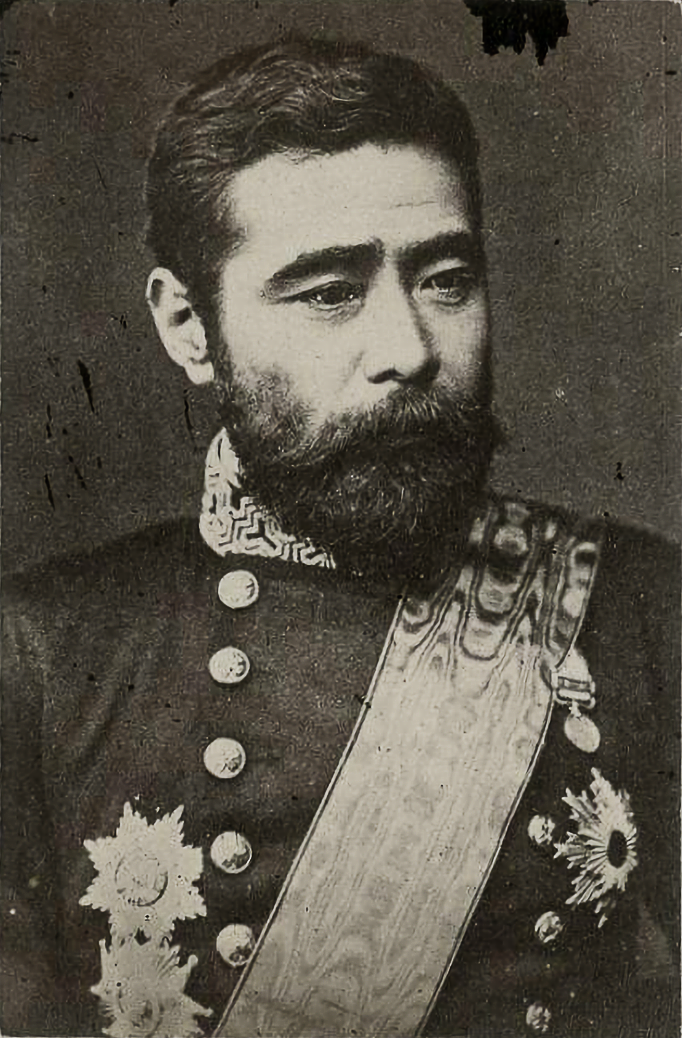
西郷従道農商務卿は政府に意見書「亜細亜大博覧会開設の件」を提出した。

1883年5月29日、農商務省は1885年に開催予定の「第三回内国勧業博覧会」の開催延期を提案した、理由としては博覧会の準備には約2年かかってしまい、開催間隔が短すぎて産業の振興や技術改良にかけられる時間が足りず、資金繰りも難しいことを挙げた。一方、農商務省は内国勧業博覧会の代わりとして輸出の花形品目に関する共進会を開催し、産業振興を図ることを提案した。また当時、明治政府は深刻な財政難に悩まされており、農商務省は「第三回内国勧業博覧会」開催に必要な予算の確保が難しいと判断し、予算規模が少なくて済む共進会を開催する方針を立てたという事情もあった。結局1883年7月31日、「第三回内国勧業博覧会」の開催を1889年に延期することと、1885年には「繭糸布帛陶漆器共進会」を開催することが発表されたその後、「第三回内国勧業博覧会」を更に1年順延し、1890年に紀元2550年を記念して事実上の万国博覧会となる「亜細亜大博覧会」を開催する構想が持ち上がった。これは日本、そしてアジア初の万博構想であった。
「亜細亜大博覧会」構想は1885年6月5日、農商務卿の西郷従道が政府に提出した意見書「亜細亜大博覧会開設の件」に端を発した。この構想は農商務省の省内の意向に基づいていたと考えられ、意見書ではこれまでの内国勧業博覧会の開催、欧米諸国が開催した万博への参加が、殖産興業に好影響を与えていることを指摘した上で、アメリカ独立100周年を記念した1876年のフィラデルフィア万博の例などを挙げて、国家的な記念の年に万博を開催している欧米諸国に倣って、朝鮮、清、そしてアジアに植民地を持つ欧米諸国が参加する「亜細亜大博覧会」を開催して、紀元2550年を祝うとともに、国際親善、産業育成、貿易振興を図りたいと主張した。「亜細亜大博覧会」は事実上の万国博覧会構想であったが、欧米諸国並みの万博を行うことが困難であるとの現状認識もあり、アジアの名を冠したものと考えられる。西郷が提出した意見書は事実上1881年に佐野常民が提唱した亜細亜博覧会構想のリニューアル版であった。紀元2550年を祝うという名目に加え、「第三回内国勧業博覧会」が農商務省主導で開催が延期となり共進会の開催となった経緯、そして天津条約の締結に伴い日清間の関係が改善に向かっていたため、明治政府としても亜細亜大博覧会構想を検討せざるを得なかった。
亜細亜大博覧会開催の動きが表面化すると、各マスコミは亜細亜大博覧会についての報道を開始した。まず読売新聞は1890年には国会の開設が予定されており、国会開設と亜細亜大博覧会の開催が重なるため、お祭りと大晦日が一度にやって来るようなものであると論評した。朝野新聞は亜細亜大博覧会の開催に反対の論陣を張った。反対の理由としてはアジア各国の工業力は貧弱であり、各国からの出品が産業振興の起爆剤になるとは思えず、またアジア辺境の日本まで外国からの観覧客が多数来訪するとは考えられないと主張した。そして1890年は国会開設という大事を成し遂げるべき大切な年であり、そのような年に博覧会など行うべきではないとした。東京横浜毎日新聞もまた、日本製品が世界に通用するか疑問であり、博覧会によって世界に日本のことを知らしめるという目的は果たせないとの意見であった。そして政治的な自由が確立されてこそ国家の繁栄が図られるとして、国会の開設後に亜細亜大博覧会を開催する資格が得られるため、まずは国会開設を行うべきと主張した。そして国会を開設することは当時の国家的課題である条約改正の早道であるとの見解を示した。一方、時事新報は亜細亜大博覧会が産業振興に役立つとは考えられないとした上で、博覧会を欧米からの観光客を呼び込む機会と捉え、日本、そして日本人に対して好印象を持ってもらうことにより日本の評価を高め、結果として条約改正に繋げるべきであるとの開催賛成意見を唱えた。各新聞の論調は開催について賛否あるものの、農商務省が唱える産業育成効果に対してはこぞって懐疑的であった。

## 提案の検討と断念
1885年7月27日、政府は農商務省関係者を主メンバーとした亜細亜大博覧会組織取調委員を任命した。委員は委員長である佐野常民以下、26名で構成されたが、佐野常民以下、これまで博覧会関係の業務に携わってきた人物が多かった。亜細亜大博覧会組織取調委員は1886年6月に委員長の佐野常民名で亜細亜大博覧会組織取調委員報告、亜細亜大博覧会組織取調委員議決案件、そして「亜細亜大博覧会」の経費に関する文書を政府に提出した。
亜細亜大博覧会組織取調委員報告では、これまで日本は万国博覧会に参加してきたが、日本が開催した博覧会といえば国内限定のものであり、また現状ではまだ万国博覧会を開催する実力が備わっていないため、今回は「亜細亜大博覧会」を開催して将来の万国博覧会開催に備えるべきであるとした。博覧会を開催するメリットとしては、「亜細亜大博覧会」である以上、主な出品はアジア各国からのものとなるものの、アジアに関わるものであれば欧米諸国からの出品も受け入れるため、アジアのみならず欧米諸国との友好親善を深め、貿易振興の呼び水になると主張した。経費面に関しては「第二回内国勧業博覧会」の会場は2倍、予算は4倍必要となると推計し、その上で会場として既存の建物を利用したり会期終了後に博覧会用の建物を売却したりすることによって経費削減が可能であるとの見込みを示した。報告の結論としては一刻も早く計画を承認し、準備にかかるべきであるとした。
また亜細亜大博覧会組織取調委員議決案件では博覧会会場は上野公園、会期は1890年4月1日から6か月間とした。会期は当時の万国博覧会並みの長さであった。その他、亜細亜大博覧会組織取調委員議決案件では出品範囲、出品の区分、会場の施設について等、「亜細亜大博覧会」開催に向けて具体的提言がなされていた。取調委員の報告内容は全体として万国博覧会としての開催を意識したものになっていた。
亜細亜大博覧会組織取調委員の報告書提出後、9月1日になって大蔵省から意見書が出された。意見書ではまず外交面、産業振興に対する効果から博覧会の意義自体は認めた。しかしながら外交、軍事など課題が山積しており、財政難に陥っている状況下では政策の優先度的に果たして開催がふさわしいのかとの疑問を投げかけた。その上でアジア諸国の中で日本と通商条約を締結しているのは清と朝鮮のみであり、事実上アジアに植民地を持つ欧米諸国主体の博覧会になるであろうとの見通しを述べ、そうなると多額の経費が掛かることが予想され、開催は非現実的であると主張した。その上で意見書では、「第三回内国勧業博覧会」に一部外国からの参加を認めるという「亜細亜大博覧会」開催に替わる対案を出した。結局明治政府はこの9月1日の大蔵省からの意見書を了承し、10月8日にほぼ大蔵省の意見に沿った訓令が発せられ、訓令に基づき大蔵省、農商務省は「第三回内国勧業博覧会」の準備に着手した。1890年に上野公園を会場として「第三回内国勧業博覧会」が開催されたものの、外国からの参加は実現せず、日本初の万博開催構想は構想のみで終わった。

## その後の万博構想
内国勧業博覧会は日本の国力の伸展とともに規模が拡大する性格のイベントであった。また明治政府内で博覧会行政の中核を担っていた佐野常民は早い段階で万国博覧会開催の構想を持ち、佐野の構想を基に農商務省は「亜細亜大博覧会」を計画するものの、当時の日本の国力不足、そして肝心のアジアからの参加は朝鮮と清のみとなる状況では、アジアをその名に冠する国際博覧会を行う企画自体に無理があり、結局計画倒れに終わった。
しかしその後も日清戦争の勝利、条約改正の進展を契機として万国博覧会開催の機運はより高まっていく。1903年に開催された「第五回内国勧業博覧会」は外国からの参加が実現し、日露戦争の勝利を受けて万国博覧会構想は「日本大博覧会」という形で具体化していく。